# 정치 중심지
정치 중심지(政治 中心地, 러시아어: Политический центр, Политцентр)는 1919년 11월부터 1920년 1월까지 존속했던 단명한 이르쿠츠크의 정부이다. 1919년 11월 12일, 전시베리아 젬스키 의회 및 시의회에서 독립이 선포되었다.
이 독립국가는 다음과 같은 다양한 정치단체의 대표자를 포함했다.
- 전시베리아 사회주의혁명 지역위원회
- 시베리아 멘셰비키 조직국
- 지방정치국 - 10월 11-24일 동안 이르쿠츠크 젬스키 총의회에서 선출된 조직
- "소작농협회" 시베리아 중앙위원회

이 국가의 통치자는 플로리안 플로니아노비치 페도로비치였으며, 그 외에도 I. I. 아흐마토프와 B. A. 코스민스키도 공동통치자였다. 이들은 정치 중심지 국가 및 러시아 국민혁명군(Народно-революционная армия Дальневосточной Республики)을 지휘하였다.
정치 중심지 국가는 러시아의 최고통치자인 알렉산드르 콜차크를 밀어내고, 공산주의의 승리를 위하여 극동과 동시베리아 사이 완충국이 들어서는 것을 막는 것을 목표로 하였다.
이 국가는 1920년 1월 21일 볼셰비키 세력인 이르쿠츠크 군사혁명위원회에 모든 권한을 넘겨주면서 멸망하였다.

## 같이 보기
- 극동 공화국